# Prehrambeno-biotehnološki fakultet u Zagrebu
Prehrambeno-biotehnološki fakultet (PBF) sastavnica je Sveučilišta u Zagrebu. PBF je vodeća znanstveno-istraživačka i nastavna institucija u Republici Hrvatskoj u području biotehnologije, prehrambene tehnologije i nutricionizma. Dugogodišnja djelatnost fakulteta u obrazovanju visokokvalitetnog stručnog kadra te izvođenje znanstveno-istraživačkih i stručnih projekata u suradnji s gospodarstvom bila je i ostala glavni pokretač razvoja hrvatskog gospodarstva u navedenom području djelovanja.

## Povijest[1]
Studij Prehrambene tehnologije i Biotehnologije na Sveučilištu u Zagrebu ustrojen je odlukom Sabora SRH od 1956. godine, kada je dotadašnji odsjek Tehničkog fakulteta izdvojen u zaseban fakultet, Kemijsko-prehrambeno-rudarski fakultet s tri odsjeka. Studij na Prehrambeno-tehnološkom odsjeku novog Fakulteta imao je tri smjera: Prehrambenotehnološki, Biotehnološki i Tehnološko-analitički. U prvoj akademskoj godini 1956./1957. na Prehrambeno-tehnološkom odsjeku bilo je upisano 432 studenta s područja cijele bivše države.
1960. godine Prehrambeno-tehnološki odsjek prerastao je u Biotehnološki odjel Tehnološkog Fakulteta, koji je i dalje imao tri studijska smjera. Godine 1979. reorganizacijom Tehnološkog fakulteta, Biotehnološki odjel prerasta u današnji Prehrambeno-biotehnološki fakultet. Prema tadašnjem nastavnom programu studij se odvijao kroz dva smjera: Prehrambeno inženjerstvo i Biokemijsko inženjerstvo, a završetkom studija stjecalo se zvanje „diplomirani inženjer prehrambene tehnologije“. Od 1984. godine uveden je i smjer Nutricionizam. Te godine Fakultet uvodi i stručni studij (tzv. VI stupanj).
1996. godine ustrojena su dva studija: studij Prehrambene tehnologije sa smjerovima Prehrambeno inženjerstvo i Nutricionizam te studij Biotehnologije sa smjerovima Biokemijsko-mikrobiološki i Biokemijsko inženjerstvo.
Od akademske godine 2005./2006. provode se tri preddiplomska studija u trajanju od 3 godine: Prehrambena tehnologija, Biotehnologija i Nutricionizam, a od akademske godine 2008./2009. provodi se i pet dvogodišnjih diplomskih studija: Prehrambeno inženjerstvo, Upravljanje sigurnošću hrane, Bioprocesno inženjerstvo, Molekularna biotehnologija i Nutricionizam.
Uz diplomske studije, Fakultet ima dugu tradiciju u provođenju poslijediplomskih studija te je prvi poslijediplomski studij Kemija i tehnologija antibiotika organiziran još 1960. godine u suradnji s tvornicom „Pliva“. Godine 1965. započeta je poslijediplomska nastava na područjima prehrambene tehnologije, biotehnologije i analitike namirnica, u okviru više poslijediplomskih studija. Implementacijom bolonjskog procesa ustrojena su tri poslijediplomska sveučilišna (doktorska) studija na Fakultetu: Prehrambena tehnologija, Biotehnologija i bioprocesno inženjerstvo i Nutricionizam (danas: jedinstveni studij), te dva poslijediplomska specijalistička studija: Upravljanje hranom te Kvaliteta i sigurnost hrane.
Uz stalna unaprjeđivanja i osuvremenjivanje nastavnog procesa, razvoj Fakulteta od njegovog osnutka do danas obuhvaća i sve ostale aktivnosti jedne visokoškolske institucije, u prvom redu znanstveno-istraživački rad. Od prvih dana Fakultet je bio usko povezan s tadašnjim Prehrambeno-tehnološkim institutom te reorganizacijom Fakulteta 1979. godine navedeni institut ulazi u sastav Fakulteta kao Centar za kontrolu namirnica.
Bitan oslonac za razvoj znanstvenih istraživanja bio je i uzajamni razvoj Fakulteta i vlastitog časopisa, koji je od stručnog časopisa „Informacije Prehrambeno-tehnološkog instituta“ prerastao u znanstveni časopis „Food Technology and Biotechnology“, danas prepoznat od međunarodne znanstvene zajednice.
Obrazovanjem vlastitog nastavničkog kadra te usavršavanjem nastavnika boravcima na inozemnim institucijama, Fakultet je već sredinom sedamdesetih godina prošlog stoljeća postao vodeća znanstveno-nastavna institucija unutar biotehničkog područja, ne samo na Sveučilištu u Zagrebu i Hrvatskoj već i unutar bivše države. Kvaliteta znanstvenoistraživačkog rada na Fakultetu kontinuirano je rasla, tako da su do danas postignuti rezultati, kako primijenjenih, tako i temeljnih istraživanja, doveli Fakultet do međunarodne prepoznatljivosti, a neke istraživačke grupe su kroz dugogodišnju suradnju s istraživačima eminentnih europskih i svjetskih sveučilišta i instituta dosegle razinu znanstvene izvrsnosti.
Tijekom vrlo dinamičkog razvoja, nastavnici Fakulteta su dali i značajan doprinos razvoju cjelokupne akademske zajednice i društva sudjelujući u upravljačkim tijelima Sveučilišta kao prorektori ili predsjednici Odbora Sveučilišta i studentskih udruga pri Sveučilištu. Također, imali su vodeće uloge u osnivanju i u upravljačkim tijelima većeg broja stručnih društava u Hrvatskoj kao i na razini bivše države.

## Organizacija PBF-a[2]
Na Fakultetu postoje ustrojbene jedinice:
- Zavodi
  - Zavod za kemiju i biokemiju
  - Zavod za procesno inženjerstvo
  - Zavod za poznavanje i kontrolu sirovina i prehrambenih proizvoda
  - Zavod za biokemijsko inženjerstvo
  - Zavod za prehrambeno-biotehnološko inženjerstvo
  - Zavod za opće programe
- Centar za kontrolu namirnica
- Centar za prehrambenu tehnologiju i biotehnologiju, Zadar
- Jedinica za opće poslove

## Studiji na PBF-u[3]
Preddiplomski sveučilišni studiji (tri godine, 180 ECTS bodova):
- Prehrambena tehnologija
- Biotehnologija
- Nutricionizam

Diplomski sveučilišni studiji (dvije godine, 120 ECTS bodova):
- Prehrambeno inženjerstvo
- Upravljanje sigurnošću hrane
- Nutricionizam
- Molekularna biotehnologija
- Bioprocesno inženjerstvo

Poslijediplomski specijalistički studiji (tri semestra, 90 ECTS bodova):
- Kvaliteta i sigurnost hrane
- Upravljanje hranom

Poslijediplomski sveučilišni (doktorski) studij (tri godine, 180 ECTS bodova):
- Biotehnologija i bioprocesno inženjerstvo, prehrambena tehnologija i nutricionizam.

## Znanstveni i stručni rad

### Istraživačke teme[4]
Osnovne su istraživačke teme:
1. Razvoj novih tehnoloških postupaka u proizvodnji hrane
2. Razvoj analitičkih metoda u kontroli kvalitete i sigurnosti hrane
3. Nutricionizam i nutrigenomika
4. Razvoj i selekcija/konstrukcija biotehnološki značajnih sojeva mikroorganizama
5. Proizvodnja biogoriva i biokemikalija iz obnovljivih sirovina
6. Biotehnologija u zaštiti okoliša, vodenih resursa i mora

### Projekti
PBF se uključuje u brojne nacionalne i međunarodne projekte čiji se popis može pronaći na mrežnim stranicama PBF-a.

## Popis dekana

### Kemijsko-prehrambeno-rudarski fakultet
- Miroslav Karšulin (ak. god. 1956./1957.)

### Tehnološki fakultet
- Luka Marić (1957./1958.)
- Viktor Hahn (1958./1959.)
- Franjo Ožegović (1959./1960.)
- Milenko Sevdić (1960./1961.)
- Marijan Laćan (1961./1962.)
- Ivan Lovreček (1962. – 1964.)
- Mirko Filajdić (1964. – 1966.)
- Ivan Filipović (1966. – 1968.)
- Marijan Rac (1968. – 1971.)
- Egon Bauman (1971. – 1974.)
- Pavao Mildner (1974. – 1977.)
- Krešimir Jakopčić (1977. – 1979.)
- Mladen Bravar (1979./1980.)

### Prehrambeno-biotehnološki fakultet
- Tomislav Lovrić (1980. – 1984.)
- Vladimir Marić (1984. – 1988.)
- Egon Bauman (1988. – 1990.)
- Slobodan Grba (1990. – 1996.)
- Damir Karlović (1995. – 1999.)
- Branko Tripalo (1999. – 2003.)
- Vladimir Mrša (2003. – 2007.)
- Damir Ježek (2007. – 2011.)
- Mirjana Hruškar (2011. – 2015.)
- Damir Ježek (2015. – 2019.)
- Jadranka Frece (2019. – 2023.)[5]
- Verica Dragović-Uzelac (od 2023.)

## Vanjske poveznice
- Službene stranice
- LinkedIn[neaktivna poveznica]
- Hrvatsko društvo za biotehnologiju  Arhivirana inačica izvorne stranice od 22. veljače 2017. (Wayback Machine)